# Morax (demon)
Morax is in de demonologie een graaf en president van de hel. Hij heeft 36 (32 volgens andere auteurs) legioenen van demonen onder zijn bevel. Hij geeft les in astronomie en alle andere alfa-studies en geeft goede en wijze raad aan huisgeesten die de goede eigenschappen van kruiden en mooie stenen onderkennen.
Hij wordt afgebeeld als een grote stier met de kop van een man.
Zijn naam lijkt afgeleid van het Latijnse morax (wat vertraagt, wat stopt).
Andere spellingen: Foraii, Marax.